# Stazione di Saint James Street
La stazione di Saint James Street è una stazione situata nel borgo londinese di Waltham Forest. È servita ogni ora da quattro treni suburbani transitanti sulle due direzioni della diramazione di Chingford delle  ferrovie della Valle del Lea.